# Henk van Spaandonck
Henricus Josephus Henk van Spaandonck (Roosendaal, 25 juni 1913 – Rotterdam, 31 juli 1982) was een Nederlands voetballer.
Van Spaandonck speelde als aanvaller (rechtsbinnen) voor RV & AV Neptunus en kwam tussen 1937 en 1940 acht wedstrijden voor het Nederlands voetbalelftal uit waarbij hij vier doelpunten maakte. Hij maakte deel uit van de selectie voor het wereldkampioenschap voetbal in 1938. Na de Tweede Wereldoorlog zou hij tot 1947 in het eerste elftal van Neptunus spelen - samen met onder meer Leen Vente en de latere internationals Jan Everse senior en doelman Wim Landman - en was hij nadien als bestuurder (penningmeester) actief. Hij werd in 1960 benoemd tot erelid van Neptunus. Van Spaandonck is de enige international in de geschiedenis van deze Rotterdamse amateurclub die zijn club trouw bleef. Van Spaandonck debuteerde in 1931 op 18-jarige leeftijd in het eerste elftal van Neptunus en vormde tot 1937 met Vente (linksbinnen) en Charles le Noble (middenvoor) het gouden clubmiddentrio.
Hij was directeur van een kantoor van de Nederlandsche Middenstandsbank in Rotterdam en voorzitter van de keuzecommissie van de sectie amateurs van de KNVB. Hij werd benoemd tot Ridder in de Orde van Oranje Nassau.